# Sergent-chef
Le sergent-chef est un grade militaire (sous-officier) qui existe dans les armées (et administrations) de différents pays.

## Armée américaine, anglaise et singapourienne
Les insignes de grades du sergent-chef (staff sergeant) pour les armées américaine, britannique et singapourienne sont représentés dans le wikipédia anglophone, voir Staff sergeant (en).

## Armée belge
L'Armée belge n'a pas de sergent-chef mais deux grades équivalents dans cette catégorie de grade (NATO Rank OR-6) : il s'agit du premier sergent et du premier sergent-chef. Le grade de premier sergent est obtenu après cinq ans dans le grade de sergent ; le grade de premier sergent-chef est obtenu après six ans dans le grade de premier sergent. Ce sont tous deux des sous-officiers subalternes.
Le passage au grade qui y succède, premier sergent-major (NATO Rank OR-7), est conditionné par une formation appelée « B1 » dans le jargon militaire belge, et amène les titulaires vers le grade d'adjudant par ancienneté. Le grade de premier sergent consiste en quatre chevrons argentés couplés par deux avec un espace entre eux et appointés vers le haut. Celui de premier sergent-chef est identique, mais à sa base il est souligné par une poutrelle reliant les deux extrémités du chevron inférieur. Sur les galons de basse visibilité, ceux-ci sont gris clair.

## Armée canadienne
Les Forces canadiennes n'utilisent pas le grade de sergent-chef, mais la Loi sur la défense nationale traduit sergent d'état major comme « staff sergeant ».

## France
Le sergent-chef fait partie des sous-officiers subalternes. Il est en dessous de l'adjudant et au-dessus du sergent. Le grade de sergent-chef est créé à l’occasion de la réforme de 1928. Il vise à remplacer les grades de sergent-major et sergent-fourrier qui étaient des grades de plume (administratifs) plus que d’épée.
Pour s'adresser à un sergent-chef, le terme à employer est « chef » tout court.
Les insignes :
- tenue de sortie : un triple chevron porté sur chacune des épaules (voir photo ci-dessous) ;
- tenue de parade : trois chevrons portés sur les manches. Dans l'Armée de terre, sur la manche gauche figure le losange de tradition propre à l'arme d'appartenance et en dessous, pour certaines armes, un chevron inversé par tranche de cinq années d'ancienneté (exemple ci-dessous : photo de galon de sergent-chef de Légion étrangère de plus de dix années de service) ;
- tenue de combat : un insigne porté sur le torse (ou galon de poitrine) qui peut être un insigne de grade de service courant (IGSC) ou un galon de combat de basse visibilité (GCBV).

Les couleurs :
la couleur des chevrons est d'or (jaune) pour certaines armes (infanterie, transmissions, air, génie, artillerie, gendarmerie mobile, Garde républicaine).
Quand l'insigne est d'argent (blanc), le grade est alors celui de maréchal des logis-chef (cavalerie, train, gendarmerie départementale), sauf pour les chasseurs, qui utilisent la dénomination de sergent-chef malgré la couleur blanche.
Dans certains cas (exemple : l'artillerie ou la gendarmerie mobile), les galons sont aux couleurs des armes « à pied » (or) et les sous-officiers concernés sont appelés maréchaux-des-logis chefs.
En tenue de camouflage (FFOMECBLOT), la couleur du triple chevron est en général noire, un galon dit de basse visibilité.
Dans la série de films Le Gendarme, Ludovic Cruchot (interprété par Louis de Funès) est maréchal des logis-chef.

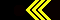
Insigne de sergent-chef : tenue de sortie.
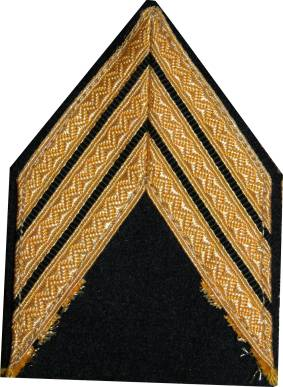
Insigne de sergent-chef : tenue de parade.
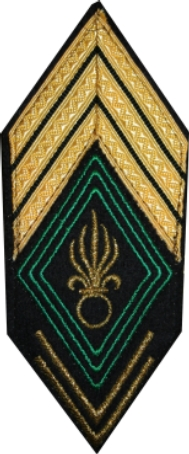
Insigne de sergent-chef : tenue de sortie - avec losange de tradition de la manche gauche (galon de sergent-chef de Légion étrangère de plus de dix années de service).
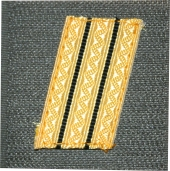
Insigne sergent-chef : tenue de combat - insigne de grade de service courant porté sur le torse (ou galon de poitrine).
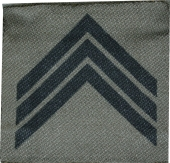
Insigne sergent-chef : tenue de combat - galon de basse visibilité.

## Armée suisse
Le grade de sergent-chef (Oberwachtmeister en allemand) est au-dessus de sergent (chef de groupe) et en dessous de sergent-major (sous-officier supérieur technique). Il est le remplaçant du chef de section (en principe un lieutenant ou un premier-lieutenant). Ce grade a été créé lors de la réforme Armée XXI. Il s'obtient après la réussite d'une formation complémentaire à celle de sergent. Les aspirants officiers obtiennent automatiquement ce grade après un certain nombre de jours de service et d'instruction à l'école d'officier.
Avant la réforme d'Armée XXI, le grade de sergent était équivalant au grade actuel de « sergent-chef », alors qu'il n'était pas nécessaire d'effectuer une formation complémentaire.

Insigne de grade de sergent-chef de l'armée suisse.